# دايفيد هينشاو
دايفيد هينشاو (بالإنجليزية: David Henshaw)‏ هو رسام كارتون نيوزيلندي، ولد في 1939، وتوفي في 23 مارس 2014.